# 林慶一
林 慶一（はやし けいいち, 1986年‐）は、パフォーマンス・アーティスト、制作者。

## 経歴
- 2006年8月 小劇場「die pratze」参加
- 2006年9月 独舞（音楽：山本玲輔）＜畳半畳8：高円寺無力無善寺（東京）＞
- 2006年11月 金沢舞踏館『臭いの擬態.2』出演 ＜楽道庵 Rakudoan（東京）＞
- 2006年12月『ganymede』＜中西レモンとの共同企画：神楽坂die pratze（東京）＞
- 2006年12月 無題＜東京百鶏：新宿LiveFreak（東京）＞
- 2007年「ダンスがみたい！」実行委員会 参加
- 2008年4月『a#1』＜M.S.A.Collection2008：神楽坂die pratze（東京）＞
- 2008年8月『a#2』＜ダンスがみたい！10：神楽坂die pratze（東京）＞
- 2008年10月『a#3』＜Theater ZERO（韓国・ソウル）＞
- 2009年4月『a#4 ~こころのテンポ』＜M.S.A.Collection2009：神楽坂die pratze（東京）＞
- 2009年7月『a#5 ~こころのテンポ』＜ダンスがみたい！11：神楽坂die pratze （東京）＞
- 2009年10月『a#6』＜Theater ZERO（韓国・ソウル）＞
- 2010年7月『あなたと私の社会』＜ダンスがみたい！12：神楽坂die pratze（東京）＞
- 2010年12月『あなたと私の社会』＜日韓アートリレー2010：d-倉庫（東京）＞
- 2012年7月 小劇場「die pratze」閉館
- 2012年8月 小劇場「d-倉庫」参加
- 2015年10月『公共について』＜木村愛子との共同企画：d-倉庫（東京）＞[1]